# Didymodon flaccidus
Didymodon flaccidus là một loài rêu trong họ Pottiaceae. Loài này được (Harv.) Mitt. mô tả khoa học đầu tiên năm 1856.